# Liste der Biografien/Merh
Liste der Biografien |
Portal Biografien |
Personensuche
# |
A |
B |
C |
D |
E |
F |
G |
H |
I |
J |
K |
L |
M |
N |
O |
P |
Q |
R |
S |
T |
U |
V |
W |
X |
Y |
Z |
?
 
Ma |
Mb |
Mc |
Md |
Me |
Mf |
Mg |
Mh |
Mi |
Mj |
Mk |
Ml |
Mm |
Mn |
Mo |
Mp |
Mq |
Mr |
Ms |
Mt |
Mu |
Mv |
Mw |
Mx |
My |
Mz
 
Mea–Mee |
Mef |
Meg |
Meh |
Mei |
Mej |
Mek |
Mel |
Mem |
Men |
Meo |
Mep |
Mer |
Mes |
Met |
Meu |
Mev |
Mew |
Mex |
Mey |
Mez
 
Mera |
Merb |
Merc |
Merd |
Mere |
Merf |
Merg |
Merh |
Meri |
Merj |
Merk |
Merl |
Merm |
Mern |
Mero |
Merr |
Mers |
Mert |
Meru |
Merv |
Merw |
Merx |
Mery |
Merz
Die Liste der Biografien führt alle Personen auf, die in der deutschsprachigen Wikipedia einen Artikel haben. Dieses ist eine Teilliste mit 15 Einträgen von Personen, deren Namen mit den Buchstaben „Merh“ beginnt.

## Merh

### Merha
- Merhar, Stanislas (* 1971), französischer SchauspielerStanislas Merhar (* 1971)

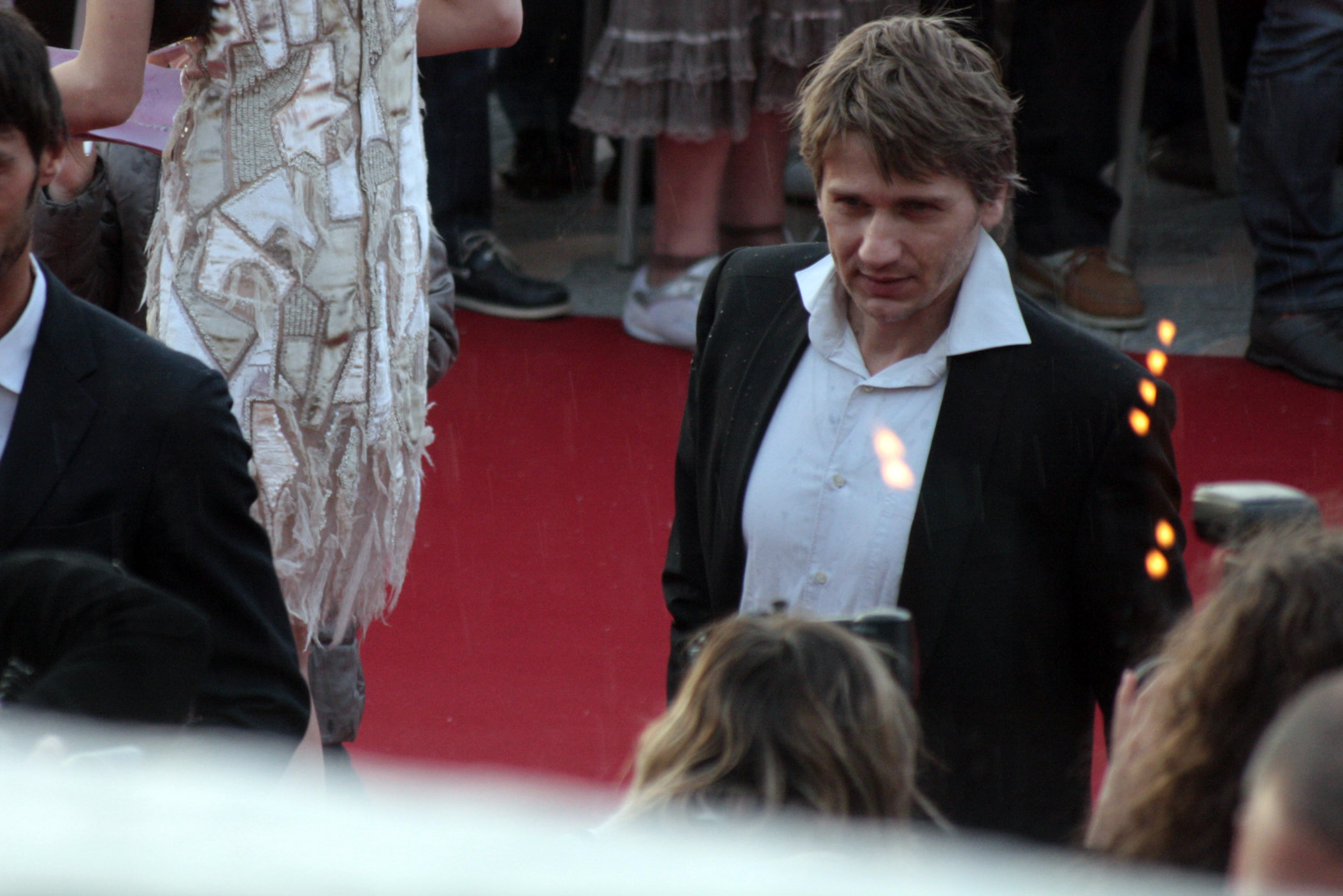
Stanislas Merhar (* 1971)

- Merhart, Gero von (1886–1959), österreichischer Prähistoriker
- Merhaut, Josef (1863–1907), tschechischer Schriftsteller
- Merhav, Reuven (* 1936), israelischer Diplomat, Islamwissenschaftler

### Merhe
- Merhe Mortada, Mohamad (* 1998), libanesischer Sprinter
- Merheg, Samy (* 2006), kolumbisch-libanesischer Fußballspieler
- Merhej, Maroun (* 1995), libanesischer E-Sportler

### Merhi
- Merhi, Charbel Georges (* 1937), emeritierter libanesischer Bischof in Argentinien
- Merhi, Joseph (1912–2006), libanesischer Geistlicher und maronitischer Bischof von Kairo
- Merhi, Joseph (* 1953), britischer Regisseur und Filmproduzent
- Merhi, Rabih (* 1976), libanesischer Musikproduzent
- Merhi, Roberto (* 1991), spanischer Automobilrennfahrer
- Merhige, E. Elias (* 1964), US-amerikanischer Filmregisseur
- Merhige, Robert R. Jr. (1919–2005), US-amerikanischer Jurist und Bundesrichter

### Merhy
- Merhy, Ryad (* 1992), belgischer Boxer